# Eigia
Eigia là chi thực vật có hoa trong họ Cải.